# Sabella southerni
Sabella southerni är en ringmaskart som beskrevs av McIntosh 1916. Sabella southerni ingår i släktet Sabella och familjen Sabellidae. Arten har ej påträffats i Sverige. Inga underarter finns listade i Catalogue of Life.